# Haggis
Haggis je ena od najbolj znanih jedi škotske kuhinje.
V Burnsovi noči (25. januar) se tradicionalno je haggis. Obed spremlja branje literature (predvsem Bunsove Adress to the Haggis) in izvajanje glasbenih del. Tudi v noči svetega Andreja (30. november, noč čarovnic) jedo škotski patrioti po vsem svetu haggis.